# Margarethe Bernbrunn

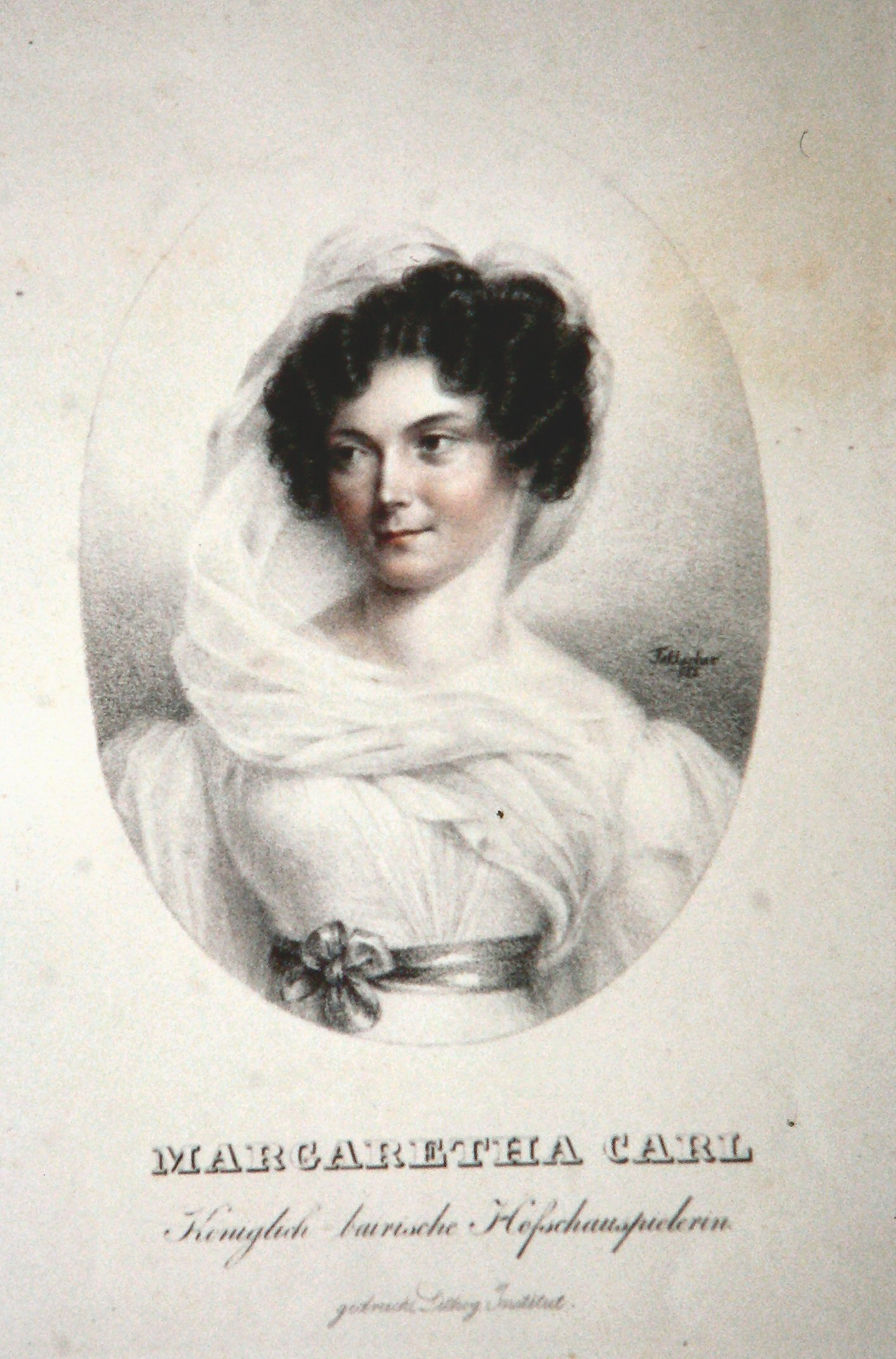
Margarethe Carl, Lithographie von Josef Eduard Teltscher, 1826

Margarethe Bernbrunn, geb. Lang, Bühnenname Margarethe Carl (* 10. September 1788 in München; † 16. Juli 1861 in Bad Ischl) war eine deutsche Sängerin, Schauspielerin und Schriftstellerin, die auch unter dem Pseudonym Adalbert Prix tätig wurde.

## Leben
Margarethe Bernbrunn erhielt ihre Ausbildung als Sopranistin bei Franz Danzi, als dessen beste Schülerin sie galt. In München trat sie erstmals 1805 in der Rolle der Elvira in Peter von Winters Oper Das unterbrochene Opferfest auf. Im November 1807 wurde sie nach Stuttgart an die dortige Oper gerufen, wo sie schnell der Liebling des Publikums wurde.
Im Jahr 1808 lernte sie in Stuttgart Carl Maria von Weber kennen, der sich in sie verliebte. Sie wurde zum Fixpunkt seines Lebens und er verschuldete sich, um ihren Lebenswandel zu finanzieren bzw. seinen Lebenswandel dem ihren anzupassen. Gemeinsam traten sie im Freundeskreis in einer Travestie auf Marcus Antonius nach der Musik Carl Maria von Webers auf – Margarethe Bernbrunn spielte im Stück Antonius den Antonius, während Carl Maria von Weber die Rolle der Kleopatra übernahm. Weber schrieb am 4. Juni 1808 sein Stück Grande Polonaise Es-Dur, op. 21 J. 59, dass der Komponist mit „composto per uso della mia cara amica M. L.“ unterzeichnete, also der damals noch unverheirateten Margarethe Lang widmete. Durch persönliche Verfehlungen wurde Carl Maria von Weber zusammen mit seinem Vater durch König Friedrich und Prinz Ludwig aus Württemberg verbannt, so dass auch der Kontakt zu Margarethe Bernbrunn abbrach. Während Weber sich gezwungenermaßen in Mannheim aufhielt, wurde in Frankfurt am Main am 16. September 1810 seine Oper Silvana uraufgeführt, in der Margarethe Bernbrunn die erste Sopranistin neben Webers späterer Ehefrau Caroline Brandt war. Später trat sie u. a. in Joseph Weigls und Ignaz Franz Castellis lyrischer Oper Die Schweizerfamilie in der Rolle der Emmeline auf, wo sie u. a. Giacomo Meyerbeer sah.
Von Frankfurt am Main ging Margarethe Bernbrunn erneut nach München, wo sie bald zur königlich bayerischen Hofopernsängerin ernannt wurde. In München heiratete sie 1813 den Schauspieler und Theaterdirektor Karl Andreas Bernbrunn, der unter dem Namen Carl Carl auftrat und in dessen Ensemble sie von nun an reüssierte. So kam sie auch mit Schriftstellerinnen ihrer Zeit in Kontakt, wie z. B. Charlotte Birch-Pfeiffer, die zwischen 1828 und 1830 am Theater Carl Carls unter Vertrag stand.

## Familie
Bernbrunn war die Tochter der Schauspielerin Marianne Lang (1764–1835) und des Hornisten Martin Lang (1755–1819). Ihre Geschwister waren der Geiger Theobald Lang (1783–1839), der Fagottist Franz Xaver Lang (1791–1862) sowie die mit dem Tänzer und Komiker Karl Flerx verheiratete Schauspielerin Josefa Lang (1791–1862).

## Werke
- Palmerin oder der Ritterschlag. Romantisches Schauspiel in 3 Akten, frei nach dem Französischen. 1825.
- Das Irrenhaus zu Dijon, oder: Wahnsinn und Verbrechen. Schauspiel in 3 Akten, frei nach dem Französischen. 1831.[4]
- Die rächende Maske. Schauspiel in 4 Akten. 1832.[5]
- Der Bergkönig, oder: Hopsa, der Retter aus Zauberbanden (Zaubermärchen in 2 Akten mit Musik; 1832)[6]
- Die Ruinen von Rodenstein, oder: Der Mitternächtige Geisterzug. Großes romantisches Schauspiel in 4 Akten. Von der Verfasserin des Irrenhauses zu Dijon [Margarethe Carl]. Ohne Orts- und Verlagsangabe 1834.
- Das Spielhaus zu Langenschwalbach, oder: Der Demant-Ring. 1836.[7]
- Der Reisewagen des Flüchtlings. Schauspiel in 4 Akten. 1837.[8]
- Das Abenteuer in Venedig, oder: Der Teutsche in Moskau Romantisches Schauspiel in 4 Akten, frei nach dem Französischen. 1838.[9]
- Herr und Diener, oder: Das geheimnisvolle Haus. Schauspiel in 5 Akten, frei nach dem Französischen. 1839.[10]
- Die drei gefahrvollen Nächte, oder: Der Sklavenmarkt in Saint-Pierre. Schauspiel in 6 Abteilungen, frei nach dem Französischen. 1840.
- Die Gabe, für sich einzunehmen, oder: Artour de Montpensier (Vaudeville in 3 Akten, frei nach dem Französischen; 1843)
- Modernes Treiben. Charaktergemälde in 5 Acten. Von Adalbert Prix nach Alexandre Dumas. Lell, Wien 1855.
- Die Börse. Zeitgemälde in 5 Akten. Nach dem Französischen des Francois Ponsard. Klopf, Wien 1856. (Digitalisat)
- Alles durch Eroberung. Lustspiel in 3 Acten. Nach dem Französischen des Ernst Legouvé von Adalbert Prix. Lell, Wien 1855.
- Mona Lisa, oder Das Abenteuer in Florenz. Schauspiel in 5 Akten. Nach d. Franz. der Herren Paul Foucher u. Régnier von Adalbert Prix. Lell, Wien 1856
- Charlotte von Moutarcy. Schauspiel in fünf Aufzügen. Von Adalbert Prix nach Louis Bouilhet. Lell, Wien 1857. (Digitalisat)
- Hütet Euch vor den Weibern! Lustspiel in drei Acten. Von Adalbert Prix nach Philippe Dumanoir. Lell, Wien 1858. (Digitalisat)
- Der Teufel, oder: Die Blinde von Paris. Drama in 5 Akten. Nach dem Französischen der Herren Delacour und L. Thiboust von Adalbert Prix. Lell, Wien o. J.
- Der Wunder-Gürtel, oder: Die confusen Liebesgeschichten. Posse mit Gesang in zwei Akten. Wien, Ohne Jahr. (Digitalisat)
- Der Blinde und der Bucklige. Schauspiel in 5 Akten. Frei nach dem Französischen von Anicet-Bourgois und A. Dennery, von Adalbert Prix. Bloch, Berlin o. J.
- Der Teufel, oder: Die Blinde von Paris. Drama in 5 Akten. Nach dem Französischen des Delacour [d. i. Alfred Charlemagne Lartigue] u. L. Thilboust. Von Adalbert Prix. Lell, Wien o. J.
- Ehre und Geld. Lustspiel in 5 Aufzügen. Nach F. Ponsard im Versmaß des Originals frei bearbeitet von Adalbert Prix. Ohne Orts- und Verlagsangabe. (Digitalisat)
- Lilie im Thale. Drama in fünf Acten. Nach dem Französischen der Herren Theodor Barbière u. a. Beauplan von Adalbert Prix. Lell, Wien o. J.
  - Zeitschrift: Wiener Telegraph. Ein Blatt für das Volk, unterhaltend, belehrend, das Interessanteste der Zeit mittheilend. Von Adalbert Prix. Wien 1849. (Digitalisat)